# Road Atlanta
Road Atlanta ist eine permanente Motorsport-Rennstrecke in Braselton im US-Bundesstaat Georgia. Besitzer der Rennstrecke ist NASCAR Holdings, von 2006 bis 2012 gehörte die Strecke Don Panoz, der an der Strecke einige Erneuerungen vorgenommen hatte.

## Geschichte

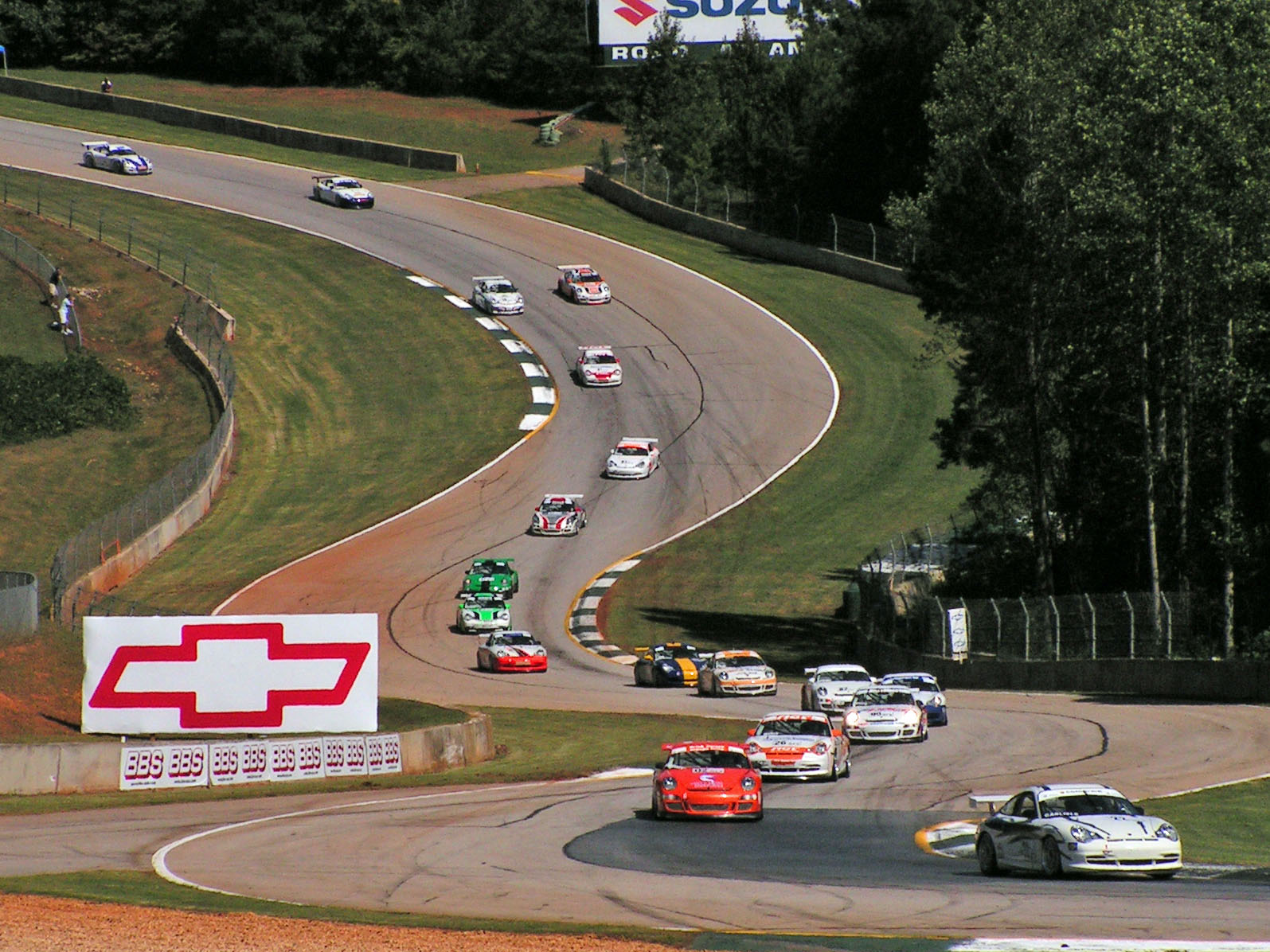
Die Esses – der bekannteste Streckenabschnitt von Road Atlanta

Im Jahr 1969 kauften die drei Geschäftsmänner David Sloyer, Earl Walker, und Arthur Montgomery in der Provinz Hall County (Georgia) 750 Hektar Land, um dort eine Motorsportrennstrecke zu errichten. Die Arbeiten begannen 1969 und wurden im folgenden Jahr fortgesetzt. Während der Bau der 1,3 Millionen Dollar teuren Anlage voranschritt, kam der erste große Durchbruch, als die Can-Am-Meisterschaft bekannt gab, dass die neue Anlage im September 1970 den von Überschwemmungen beschädigten Bridgehampton Circuit ersetzen würde. Trotz des Zeitdrucks konnte die Strecke rechtzeitig fertig gestellt werden. Am 13. September 1970 erfolgte die Eröffnung. Gewinner war der Brite Tony Dean in einem Porsche 908/02.
1978 wurde die Strecke verkauft und wechselte von da an regelmäßig den Besitzer. Ausbleibende Investitionen und steigende Geschwindigkeiten der Renngeräte führten zu Sicherheitsbedenken die auch der zwischenzeitliche Einbau einer Schikane an Turn 8 nicht beheben konnte. 1993 ging die Anlage unter dem Besitz der Brüder Whittington in Konkurs. Eine Partnerschaft zwischen den Geschäftsleuten Frank Drendel, Jim Kanely, Eddie Edwards und Bill Waddell kaufte die Bahn und nahm in den folgenden drei Jahren schrittweise Verbesserungen wie Gebäuderenovierungen, ein Projekt zur Verbreiterung und Erneuerung des Streckenbelags und die Gestaltung des Geländes durch.

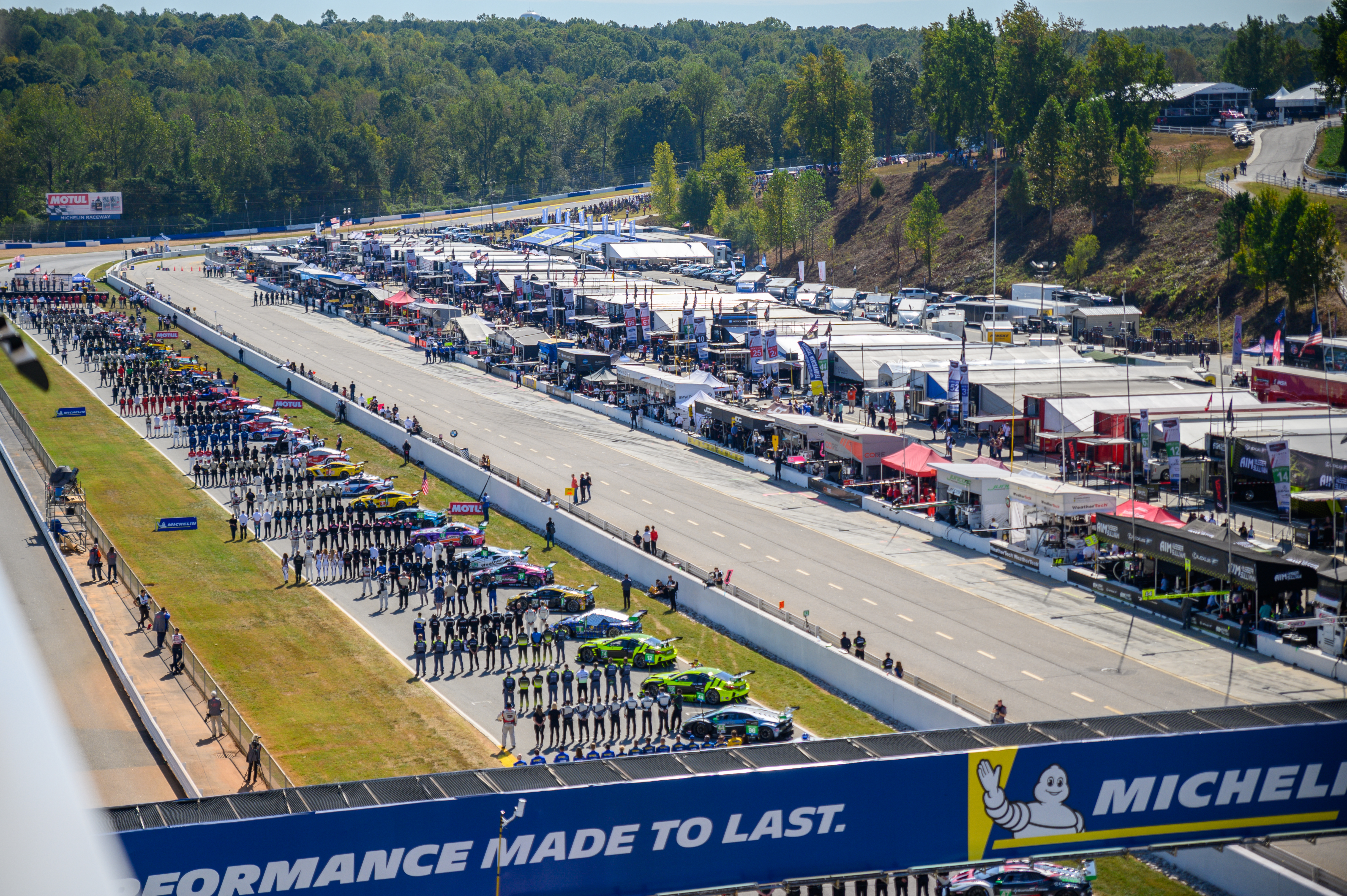
Start-Zielgrade mit Boxengasse und fahrerlager zum Start des Petit Le Mans 2019

1996 erfolgte der Verkauf an den Unternehmer und Milliardär Don Panoz. Er beauftragte Bob Barnard, der sich unter anderem mit der Gestaltung der Grand-Prix-Strecke von Adelaide einen Namen gemacht hatte mit der Neugestaltung der Strecke. Ende 1997 begannen die Bauarbeiten für eine neue Links-Rechts-Schikane am Ende der Gegengeraden, um die Geschwindigkeiten unter der Brücke zu verringern. Gleichzeitig wurden neue Kurzanbindungen gebaut und kilometerlange Betonbarrieren und Auslaufzonen angelegt. Der Bau eines komplett neuen Boxen- und Fahrerlagerbereichs auf der gegenüberliegenden Seite der Rennstrecke bildete die zweite Phase der 6 Millionen Dollar teuren Renovierungsarbeiten. 1998 erfolgte parallel die Ausrichtung des ersten Petit Le Mans das sich seitdem als wichtigster Event im jährlichen Kalender der Strecke etabliert hat.
2003 wurde in den Esses eine speziell für Motorradläufe entworfene Schikane hinzugefügt. 2007 erfolgte eine Neuasphaltierung, gefolgt in 2008 von einer Verengung der letzten Kurve vor Start-Ziel und dem Einbau weiterer optionaler Schikanen in den Esses. 2012 wurde die Strecke an die Nascar-Gruppe verkauft. 2017 wurde die 2008 gebaute Schikane zurückgebaut und 2018 erfolgte im Rahmen eines Sponsordeals die Umbenennung der Strecke in Michelin Raceway Road Atlanta.

## Streckenbeschreibung

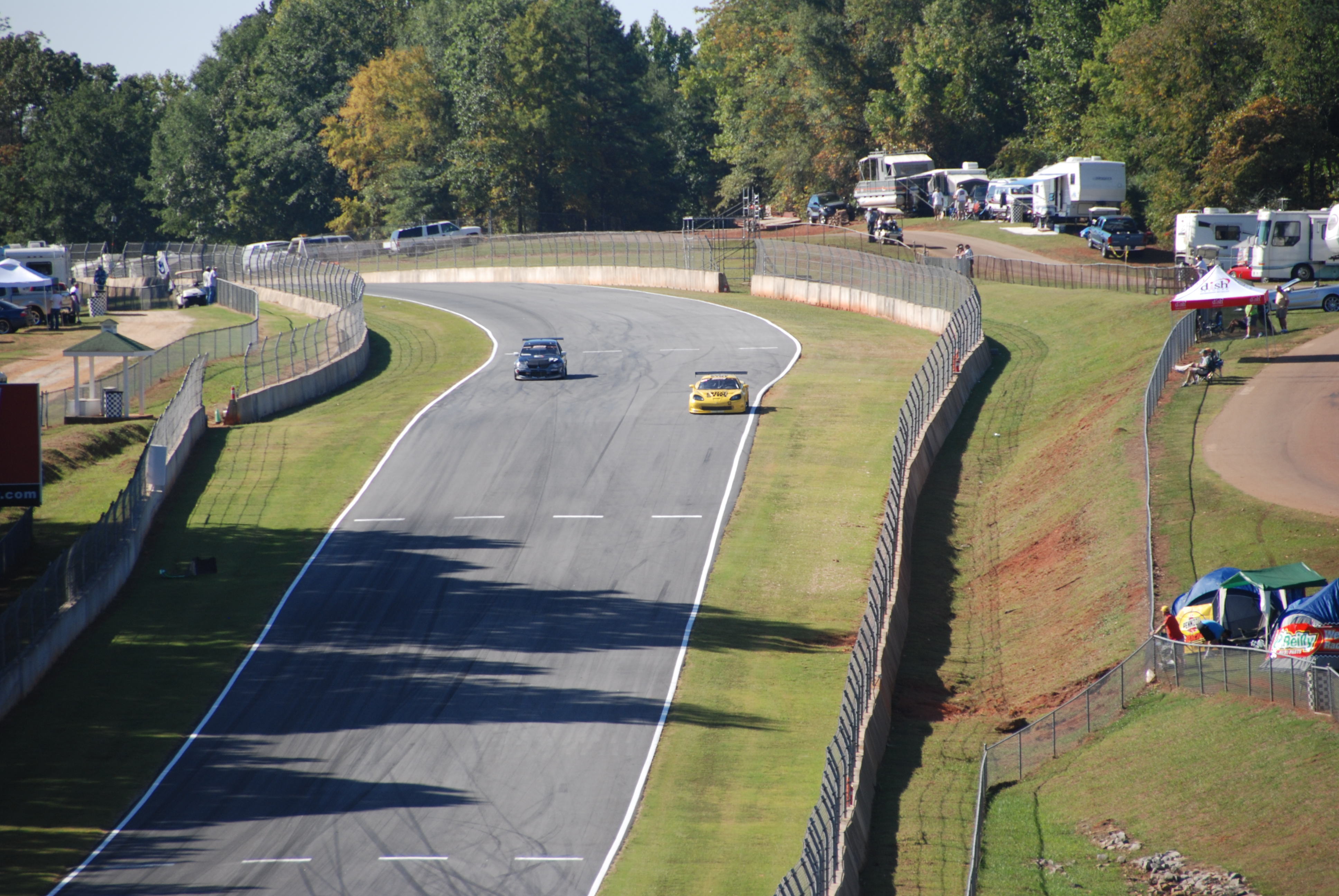
Abschnitt der Gegengerade

Auf einer Länge von 4,088 Kilometern umfasst der Kurs zwölf Kurven. Er hat eine durchschnittliche Breite von 12 m und ist als FIA Grade 2 Strecke homologiert.
Von der leicht abfallenden Start-Zielgerade führt die Runde bergauf durch die geschwungene erste Rechtskurve zu den „Esses“ der bekanntesten Kurvenkombination des Kurses, die die Rennfahrer über ein Bergab-Geschlängel von Kurven an den Fuß des Hügels führt. Ein weiterer Anstieg führt über 2 annähernd 90°-Kurven die fahrer am Ende des Kurses auf die lange Gegengerade. Diese stürzte durch eine Kompression bergab, zur 1997 errichteten Schikane die bergauf durch einen Einschnitt und unter einer Brücke hindurch und einem weiteren Bergabstück zur Boxeneinfahrt und zur letzten Rechtskurve zurück zu Start-Ziel führt.
Historisch bedingt hat die Strecke zu beiden Seiten der Start-Zielgerade je eine offene Boxengasse.

## Rennserien

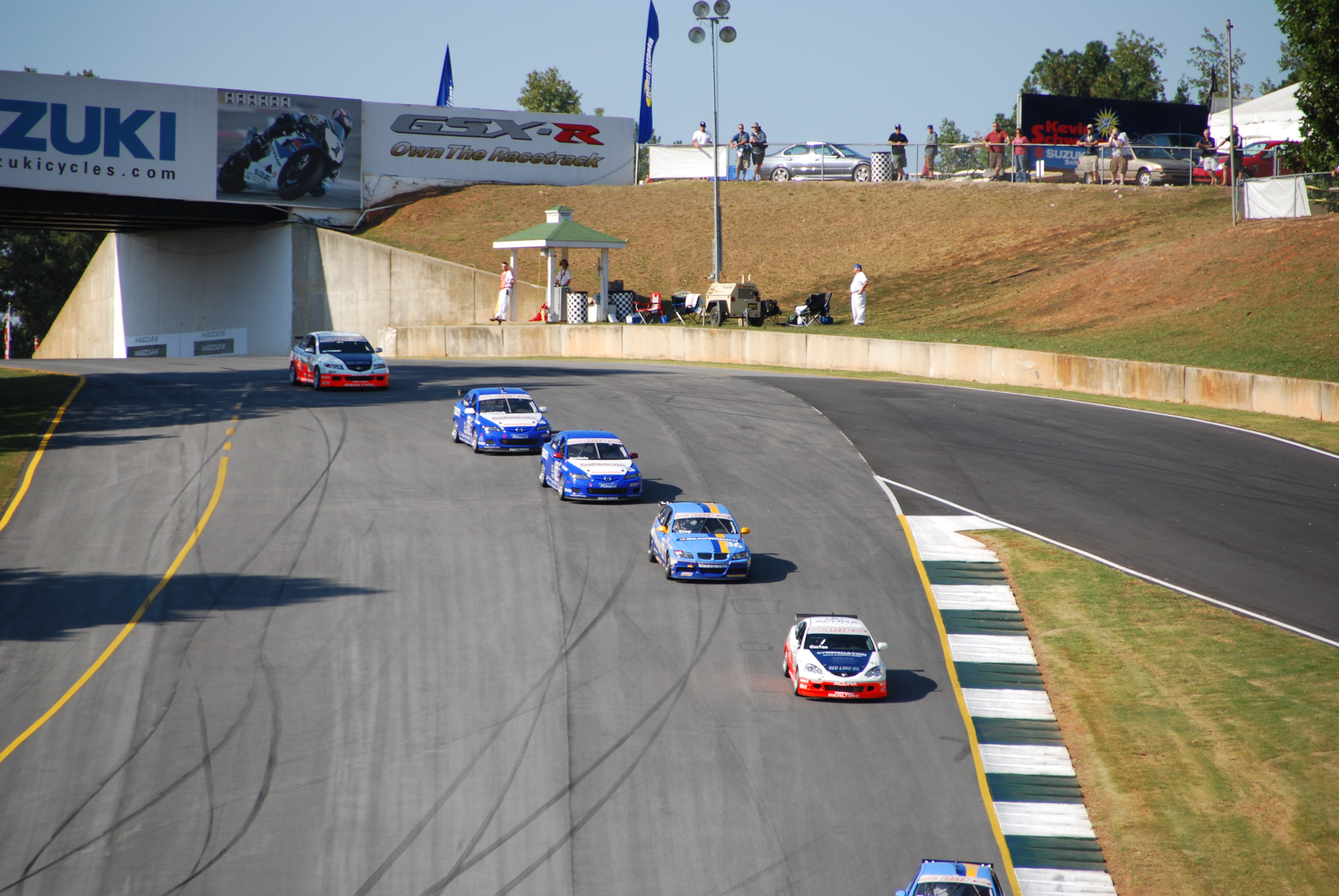
Brücke und Einfahrt zur Boxengasse

Bis dato (Stand Ende 2023) gastierten die folgenden Rennserien und Rennveranstaltungen in Road Atlanta (Auswahl):
Aktuell:
- Trans-Am-Serie: 1972–1973, 1982, 1984, 1986–1987, 1989–1990, 1993–1995, 1999, 2002, 2009–2023; 28 Rennen, Road Atlanta SpeedTour
- Petit Le Mans: 1998–2023; 26 Rennen; Sportwagenrennen über 1000 Meilen bzw. 10 Stunden; seit 2014 Bestandteil der IMSA WeatherTech SportsCar Championship, davor Bestandteil der American Le Mans Series (1999–2013) und der IMSA GT Series (1998)
- MotoAmerica Superbike Championship: 1980, 1986–1990, 1993–1994, 1998–2010, 2015–2023; 25 Rennen; MotoAmerica Superbikes at Road Atlanta
- Historic Sportscar Racing: 2015–2023; 15 Rennen; HSR Mitty und HSR Atlanta Fall Historics
- 24 Hours of Lemons (South Region): 2017–2019, 2021–2023; 6 Rennen; The Kim Harmon Scrotium 500

Ehemalige Rennen:
- IMSA GT Championship: 1973–1992, 1994–1998; 35 Rennen; 2 Hours Grand Prix of Atlanta
- Pirelli World Challenge: 1990, 1993–1995, 1999–2009, 2011; 15 Rennen
- Can Am-Serie: 1970–74, 1978–80, 1982, 1984; 10 Rennen

Die Anlage ist auch Heimat der Panoz Driving School, Audi Driving Experience, und der Kevin Schwantz Suzuki School. Zudem gastieren hier auch nationale und regionale Rennserien unter dem Dachverband Sports Car Club of America.

## Weblinks

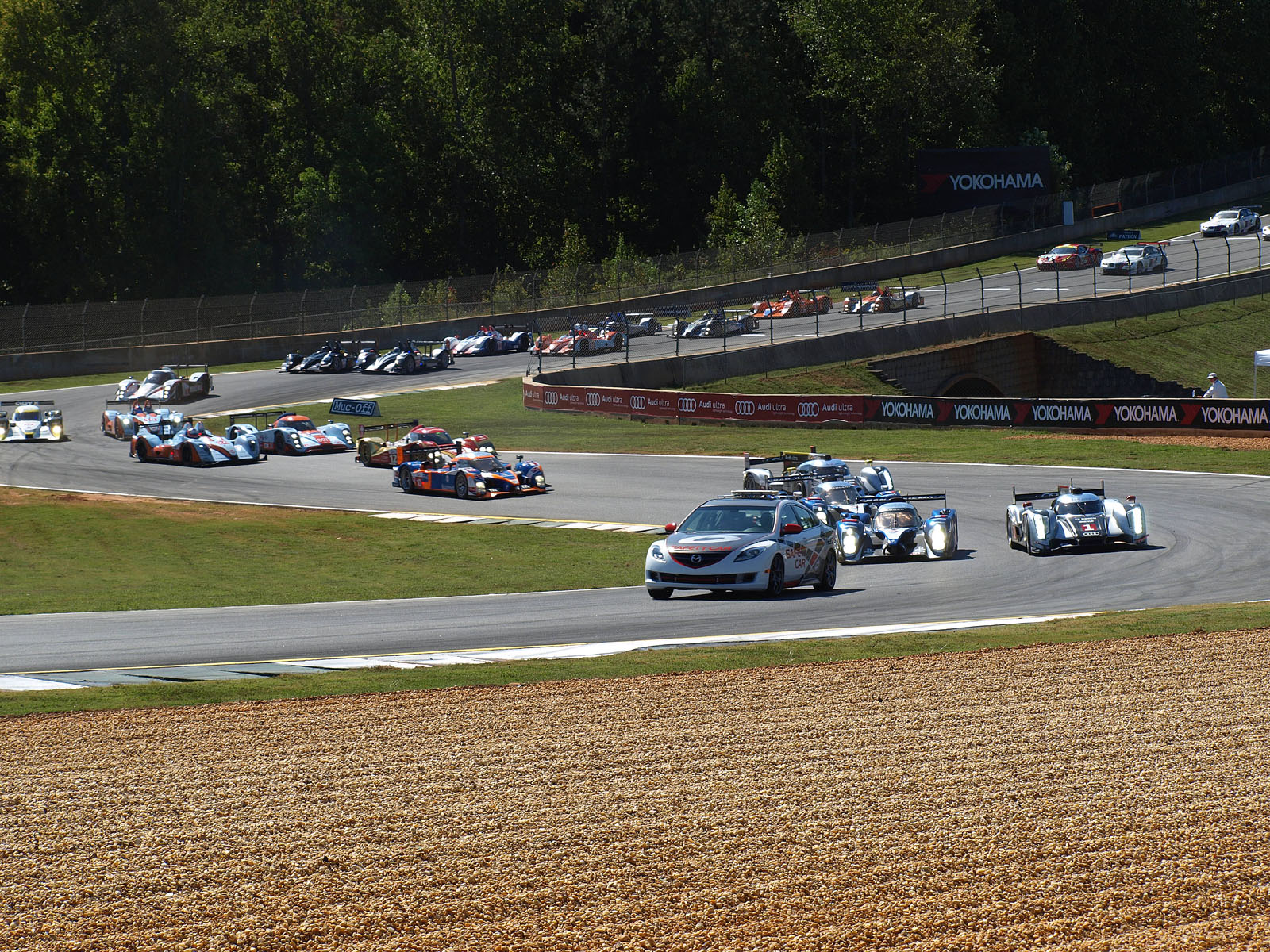
1997 errichtete Schikane